# Số chính phương tam giác
Trong toán học số chính phương tam giác là số vừa là số hình vuông (Số chính phương) vừa là số tam giác. Có vô hạn số chính phương tam giác, được cho bởi công thức:{\displaystyle N_{k}={1 \over 32}\left(\left(1+{\sqrt {2}}\right)^{2k}-\left(1-{\sqrt {2}}\right)^{2k}\right)^{2}.} hoặc bằng hệ thức đệ quy:{\displaystyle N_{k}=34N_{k-1}-N_{k-2}+2} với {\displaystyle N_{0}=0} và {\displaystyle N_{1}=1}
Các số chính phương tam giác nhỏ nhất là 1, 36, 1225, 41616, 1413721, 48024900, 1631432881, 55420693056, 1882672131025,... (dãy số A001110 trong bảng OEIS)
vấn đề này có thể làm đơn giản hơn bằng Phương trình Pell mà ta sẽ theo con đường dưới đây. Mỗi số tam giác đều có dạng n(n + 1)/2. Vì thế ta tím các số nguyên n, m sao cho:{\displaystyle n(n+1)/2=m^{2}.}
Với số nhị phân của đại số trở thành
{\displaystyle (2n+1)^{2}=8m^{2}+1,}
Và sau đó cho k = 2n + 1 và h = 2m, ta có Phương trình Diophantine
{\displaystyle k^{2}=2h^{2}+1}
Cái mà thay thế của phương trình Pell và được giải quyết bởi số Pell
Chúng ta có đệ quy
{\displaystyle m_{k}=6m_{k-1}-m_{k-2}.}
Cũng vậy, chú ý rằng
{\displaystyle m_{k}^{2}-1=m_{k+1}m_{k-1}}
kể từ {\displaystyle m_{0}=1} và {\displaystyle m_{1}=6}.
Số chính phương tam giác thứ k thì bằng số chính phương thứ s và số tam giác thứ t, sao cho
{\displaystyle s(N)={\sqrt {N}},}
{\displaystyle t(N)=\lfloor {\sqrt {2N}}\rfloor .}
t được nhân bởi công thức:{\displaystyle t(N_{k})={1 \over 4}\left[\left(\left(1+{\sqrt {2}}\right)^{k}+\left(1-{\sqrt {2}}\right)^{k}\right)^{2}-\left(1+(-1)^{k}\right)^{2}\right].}
hoặc bởi đệ quy:{\displaystyle t_{k}=2{\sqrt {2t_{k-1}(t_{k-1}+1)}}+3t_{k-1}+1}
Khi k đủ lớn người ta nhận thấy tỉ số t/s tiến gần tới căn bậc 2 của số 2: Cũng vậy tỉ số của 2 số chính phương tam giác liên tiếp hội tụ tại 17+12sqrt{2}.
{\displaystyle {\begin{matrix}N=1&s=1&t=1&t/s=1\\N=36&s=6&t=8&t/s=1,3333333\\N=1225&s=35&t=49&t/s=1,4\\N=41616&s=204&t=288&t/s=1,4117647\\N=1.413.721&s=1189&t=1681&t/s=1,4137931\\N=48.024.900&s=6930&t=9800&t/s=1,4141414\\N=1.631.432.881&s=40391&t=57121&t/s=1,4142011\end{matrix}}}